# TGOJ Trafik
TGOJ Trafik AB ist ein schwedisches Eisenbahnverkehrsunternehmen im Güterverkehr mit Sitz in Eskilstuna. Die Firma ist heute ein 100-prozentiges Tochterunternehmen des Güterverkehrsunternehmens Green Cargo und fährt bestimmte Güterzüge in Schweden in eigener Regie und mit eigenen Lokomotiven. Heimat-Bw ist Eskilstuna. Weiter betreibt TGOJ Werkstätten für die Schwedischen Staatsbahnen SJ. Die Abkürzung TGOJ stand ursprünglich für Trafikaktiebolaget Grängesberg–Oxelösunds järnväger. Bis 1990 war die Gesellschaft selbstständig und transportierte Eisenerz der Grube in Grängesberg in Bergslagen zum Ostseehafen Oxelösund.

## Geschichte
Die Gesellschaft entstand 1931 durch den Zusammenschluss dreier privater Eisenbahnlinien im mittelschwedischen Bergbaugebiet Bergslagen. TGOJ war Teil der Trafikaktiebolaget Grängesberg–Oxelösund (TGO, später Gränges AB). Dieser Konzern betrieb Erzgruben, Hüttenwerke, Verkehrsunternehmen und eine Reederei. TGOJ wurde gegründet, um Eisenerz u. a. von der Grube Grängesberg an die Ostsee nach Öxelösund zu transportieren. Daneben wurden auch Personenverkehr und Busverkehr in der Region übernommen. Zwischen 1947 und 1962 wurden die Eisenbahnstrecken elektrifiziert. In den 1970er Jahren bewirkte die Stahlkrise einen deutlichen Rückgang des Transportvolumens. Nacheinander schlossen mehrere Gruben. Als Folge wurde Gränges mit anderen Unternehmen zur SSAB zusammengeschlossen, mit ihr ging auch TGOJ in diesen Konzern ein.
Zwischen 1988 und 1990 verlor das Unternehmen seine Selbstständigkeit und Bedeutung. 1991 wurde das Streckennetz vom Staat übernommen. Schließlich schlossen die letzten Gruben, und im April 1990 fuhr der letzte Erzzug. Seit 1999 ist TGOJ ein 100-prozentiges Tochterunternehmen von Green Cargo. Das Logo der Firma war zunächst ein rundes G in einem Kreis und einem schräg nach oben gerichteten Pfeil. Später ging man dann zum schlichten TGOJ und den neuen Hausfarben Grün und Blau über. 2005 firmierte das Unternehmen zu TGOJ Trafik AB um. Ab dem 1. Januar 2011 wurde die Selbstständigkeit der TGOJ innerhalb von Green Cargo aufgegeben und TGOJ in die Muttergesellschaft integriert.

## Historische Fahrzeuge
Es gab einen großen und vielseitigen Fahrzeugpark, z. B. drei sehr erfolgreiche Dampfturbinenlokomotiven (in Betrieb 1930–1953), von denen noch zwei erhalten sind. Als Erzwagen waren verschiedene Typen von Dreiachsern im Einsatz. 1943 z. B. besaß TGOJ 1569 dieser Wagen, 1965 nur noch 1050 Wagen. Die Wagen wurden im Hafen zum Entleeren einzeln oder zu zweit mit verschiedenen Techniken einfach von den Schienen gehoben und umgekippt. Während der Dampf-Ära betrug das Zuggewicht zuletzt bis zu 1700 Tonnen, nach der Elektrifizierung bis zu 2700 Tonnen. Erhalten geblieben ist das Areal des Erzbahnhofes und Betriebwerks in Grängesberg, hier ist heute ein großes Eisenbahnmuseum. Aus der Erzbahnzeit hat TGOJ nur die Loks der Reihe Ma behalten sowie einige wenige Rangierloks.

## Fahrzeuge während der SJ-Zeit

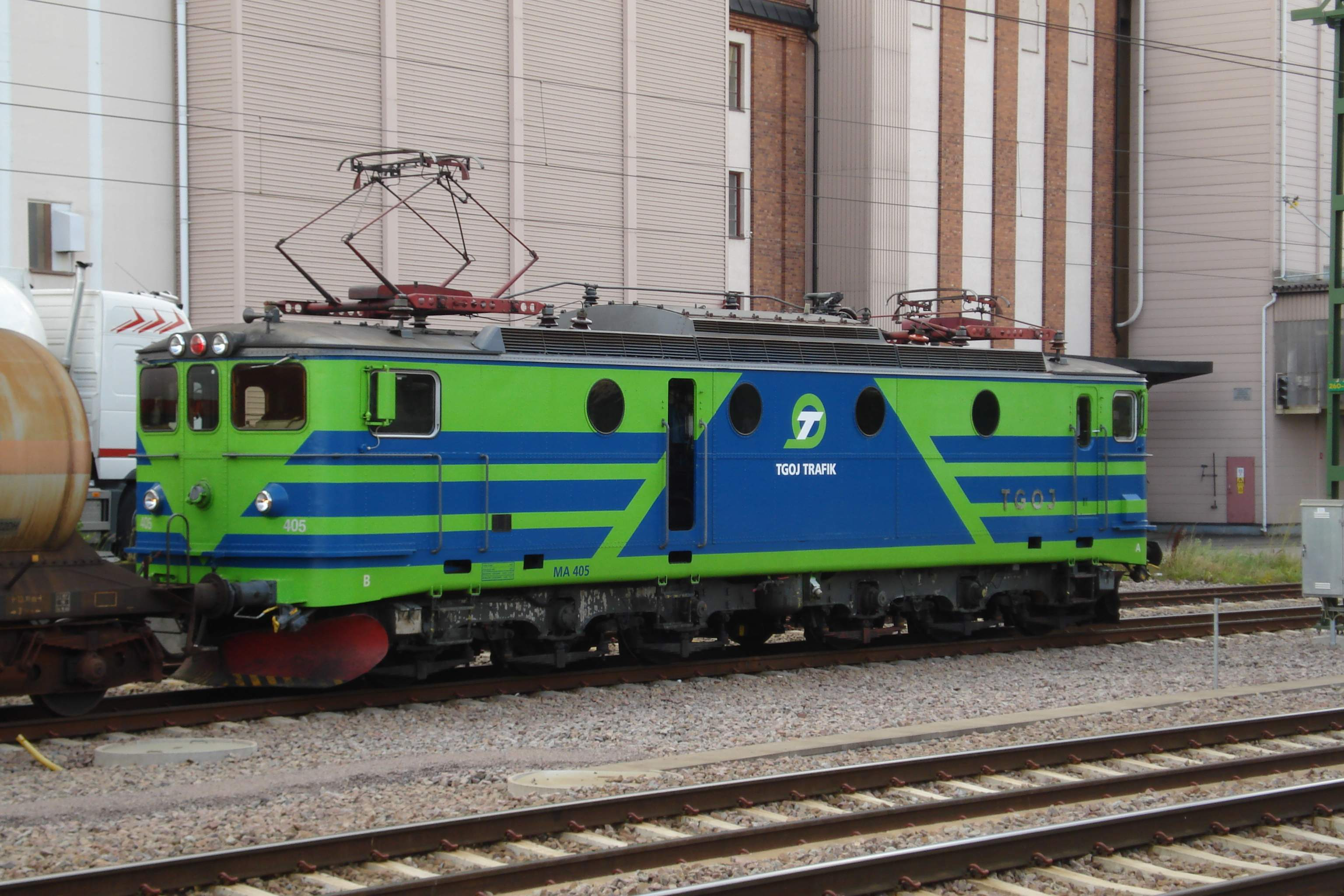
Ma 405 der TGOJ in Mjölby, 2007

Mit Übernahme der TGOJ durch die SJ wurden alle SJ-Loks der Reihe Ma auf die TGOJ übertragen, die damit insgesamt rund 30 Elektrolokomotiven dieses Typs besaß. So die Loks noch regelmäßig im Einsatz sind, wurden sie in den neuen Hausfarben Hellgrün mit blauen Streifen lackiert. Bei Engpässen wurden aber auch noch alte braune ehemalige SJ-Ma eingesetzt. TGOJ besaß zeitweilig auch vier norwegische El 16. Außerdem waren zeitweise drei der aus Österreich zurückgeholten SJ Rc2 (dort ehemals Reihe 1043) angemietet. Letztere gingen allerdings 2005/2006 zurück an TÅGAB. Zum Einsatz kamen zuletzt auch Rc von Green Cargo, die mit einem kleinen TGOJ-Aufkleber versehen waren. Weiter hatte TGOJ einige kleinere Dieselloks, einige wenige T44, dazu etliche T43, zwei Class 66 und zuletzt auch ehemalige dänische MZ (in Schweden TMZ). Daneben verfügte TGOJ über etliche hochmoderne Güterwagen, meist Spezialwagen.